# メール使いホーダイ
メール使いホーダイ とはメールの送受信相手や写真・動画などの添付ファイルの有無にかかわらず、国内のiモードメールが無料で利用可能となるNTTドコモの割引サービスである。パソコン宛、他社携帯電話宛のメールの送受信全てが無料となる。
2010年4月よりNTTドコモのISPサービスであるmopera Uやspモードのメールサービスでも本サービスが適用となり、メールの送受信が無料となる。

## 関連料金プラン
本サービスは、NTTドコモの携帯電話に本サービスと同時に新設された料金プランである「タイプシンプルバリュー」または「タイプシンプル」（ベーシック）とiモード契約を行うことで利用が可能となる。
| プラン名                     | 基本料金    | ファミ割MAX50等適用価格 | 通話料金 |
| ---------------------------- | ----------- | ----------------------- | -------- |
| タイプシンプルバリュー       | 月額1,557円 | 月額780円               | 30秒21円 |
| タイプシンプル（ベーシック） | 月額3,237円 | 月額1,620円             | 30秒21円 |

本サービスは無料でメールの送受信が可能であるが、Webアクセスはタイプシンプルおよびタイプシンプルバリュー専用のパケット定額サービスパケ・ホーダイシンプルが適用となり、パケ・ホーダイダブルと同様のパケット料金になる。詳細については、各項目を確認の事。

### タイプシンプル学割
タイプシンプル学割は学生向け割引サービスである。「ファミ割MAX50」または「ひとりでも割50」、「ハーティ割引」と同時加入で3年間基本使用料390円/月で利用することができる（ハーティ割引適用時は233円/月）。通話料金、メール無料といった料金は通常のタイプシンプルと同様となる。
| 申込期間         | 2010年2月1日～2010年5月31日                                                                           |
| 利用条件・対象者 | 小学生以上の学生（新規・既存回線のプラン変更） タイプシンプル学割を契約をした学生のご家族（新規のみ） |

### 応援学割
2011年1月28日～2011年5月31日の間に申し込んだ場合の期間限定の学生割引で、申込後最大3年間適用となる。タイプシンプルバリューの基本料金が390円となる。小学生以上の学生とその家族（（３親等）「家族の場合は新規申込」ファミ割MAX50グループが条件）までが適用され、ファミ割MAX50かひとりでも割50の申込が条件となる。基本的には2010年に行われたタイプシンプル学割と同等であるが、スマートフォンの定額パケットの上限額が5460円と525円安くなる。

### 応援学割2012
2012年1月20日～2012年5月31日に申し込んだ場合の学生及びその家族向けの割引となる。学生やその家族の申し込み条件は2011年版とおなじとなる。
割引料金は改訂され、前年でも利用可能であったタイプシンプルのほか、XiのタイプXiにねんの基本使用料金も3年間無料となる。また2011年版に比べ、スマートフォンのパケット定額料金の割引が3年間1050円の値引きとなる。